# Wendy Wyland
Wendy Wyland (n. 25 noiembrie 1964, Jackson, Mississippi, SUA – d. 27 septembrie 2003, Rochester, New York, SUA) a fost o săritoare în apă ce a reprezentat Statele Unite ale Americii, medaliată olimpică. A participat la o ediție a Jocurilor Olimpice (1984) în care a câștigat o medalie de bronz.

## Participări
Lista de mai jos prezintă principalele competiții la care a participat Wendy Wyland de-a lungul carierei.
- diving at the 1984 Summer Olympics – women's 10 metre platform[*]